# Romain Cogitore
 (décembre 2023).
Si vous disposez d'ouvrages ou d'articles de référence ou si vous connaissez des sites web de qualité traitant du thème abordé ici, merci de compléter l'article en donnant les références utiles à sa vérifiabilité et en les liant à la section « Notes et références ».
Pour les articles homonymes, voir Cogitore.
Romain Cogitore, né le 2 février 1985, est un scénariste et réalisateur français de cinéma. Il est également cadreur, monteur, acteur et metteur en scène de théâtre. Photographe, ses travaux ont été publiés avec ses poésies sous forme de recueils. Compositeur de musique, il a écrit principalement pour le théâtre.

## Biographie
Né en Alsace, à la frontière des Vosges, Romain Cogitore se lance dans la réalisation de courts-métrages dès l’âge de quinze ans. Repérés en festivals, ces premiers essais le mènent peu à peu vers des réalisations professionnelles. Il est le frère de Clément Cogitore, également réalisateur et artiste plasticien.
Il se consacre en parallèle à l’écriture et à la photographie. Deux ouvrages de poésie et de photographie sont publiés en 2002 et 2004, condensant une partie de son travail.
Débutant très tôt le théâtre en tant que comédien d'improvisation et de théâtre de rue, il change de registre avec un rôle dans Antigone d'Anouilh. En 2003, il met en scène avec Thibaut Wenger la pièce Inconnu à cette adresse, créée au Festival d'Avignon. Romain Cogitore y interprète le rôle de Max, l’un des deux personnages principaux. À la suite du succès de la première année, la pièce sera reprise en 2004 au Festival d'Avignon et tournera dans toute la France durant trois ans.
Pianiste et guitariste, il compose la musique de plusieurs pièces de théâtre et courts-métrages.
Le film Des hommes marque sa première collaboration avec la société de production Cinema defacto, qui se poursuit avec le long-métrage Nos résistances.
Il réalise en 2018 le film L'Autre Continent avec Déborah François, Paul Hamy et Vincent Perez.
En 2023, il réalise Une zone à défendre, le premier film original français Disney+ avec François Civil et Lyna Khoudri.

## Filmographie

### Réalisateur

#### Longs métrages
- 2011 : Nos résistances
- 2019 : L'Autre Continent
- 2023 : Une zone à défendre

#### Documentaires
- 2004 : Das Bild
- 2004 : Les Routes

#### Courts métrages
- 2000 : Nettoyeurs
- 2001 : Nicotine
- 2001 : À ma façon
- 2002 : Draculine (on dvd)
- 2003 : Concerto
- 2007 : Des hommes

## Publications

### Poésie et photographie
- Poèmes Inutiles, Alchimiste Editions, 2002.
- Poésie Cruelle, Alchimiste Editions, 2004.

## Théâtre

### Comédien
- 2000 à 2002 : Match d'improvisation et Théâtre de rue avec la troupe du Totem Théâtre.
- 2002 : Antigone de Jean Anouilh, mise en scène Thibaut Wenger, rôle du chœur.
- 2003 à 2006 : Inconnu à cette adresse de Kressmann Taylor, rôle de Max.

### Metteur en scène
- 2003 : Inconnu à cette adresse de Kressmann Taylor, co-mise-en-scène avec Thibaut Wenger, Compagnie Alchimiste

Compositeur
- 2000 : Composition de la musique du film Nicotine, coécrite avec Christian Eypper.
- 2001 : Composition de la musique du film A ma façon, coécrite avec Christian Eypper.
- 2002 : Composition de la musique de la pièce Antigone de Jean Anouilh, mise-en-scène Thibaut Wenger.
- 2002 : Composition de la musique du film Draculine (on dvd).
- 2003 : Composition de la musique de la pièce Inconnu à cette adresse de Kressmann Taylor pour Soprane et Violoncelle.

## Distinctions
- 2002: Second prix du concours international Poésie en liberté.
- 2005 : Lauréat de la Fondation Marcel-Bleustein-Blanchet pour la vocation pour le film Concerto.
- 2006 : Trophée CNC « Premier scénario, promesse nouveaux talents » pour Nos résistances.
- 2009 : Prix junior du meilleur scénario, mention spéciale du Jury, pour le film Nos résistances.
- 2012 : Lauréat SACD du prix Beaumarchais pour le scénario L'Autre Continent.
- 2012 : Sélection Prix junior du meilleur scénario avec le projet Les Médecins Errants.
- 2013 : Sélection Prix junior du meilleur scénario pour le long-métrage L'Autre Continent.
- 2013 : Lauréat du Centre des Ecritures Cinématographiques avec le scénario L'Autre Continent.
- 2016 : Lauréat de la Fondation Gan pour le scénario Une Zone à Défendre (La Sélection).
- 2016 : Lauréat du Torino Film Lab (Script & Pitch) pour le projet de long-métrage Une Zone à Défendre.
- 2019 : Grand Prix de la compétition internationale, Tübingen Film Festival, pour le film L'Autre Continent.